# Torre Pellice

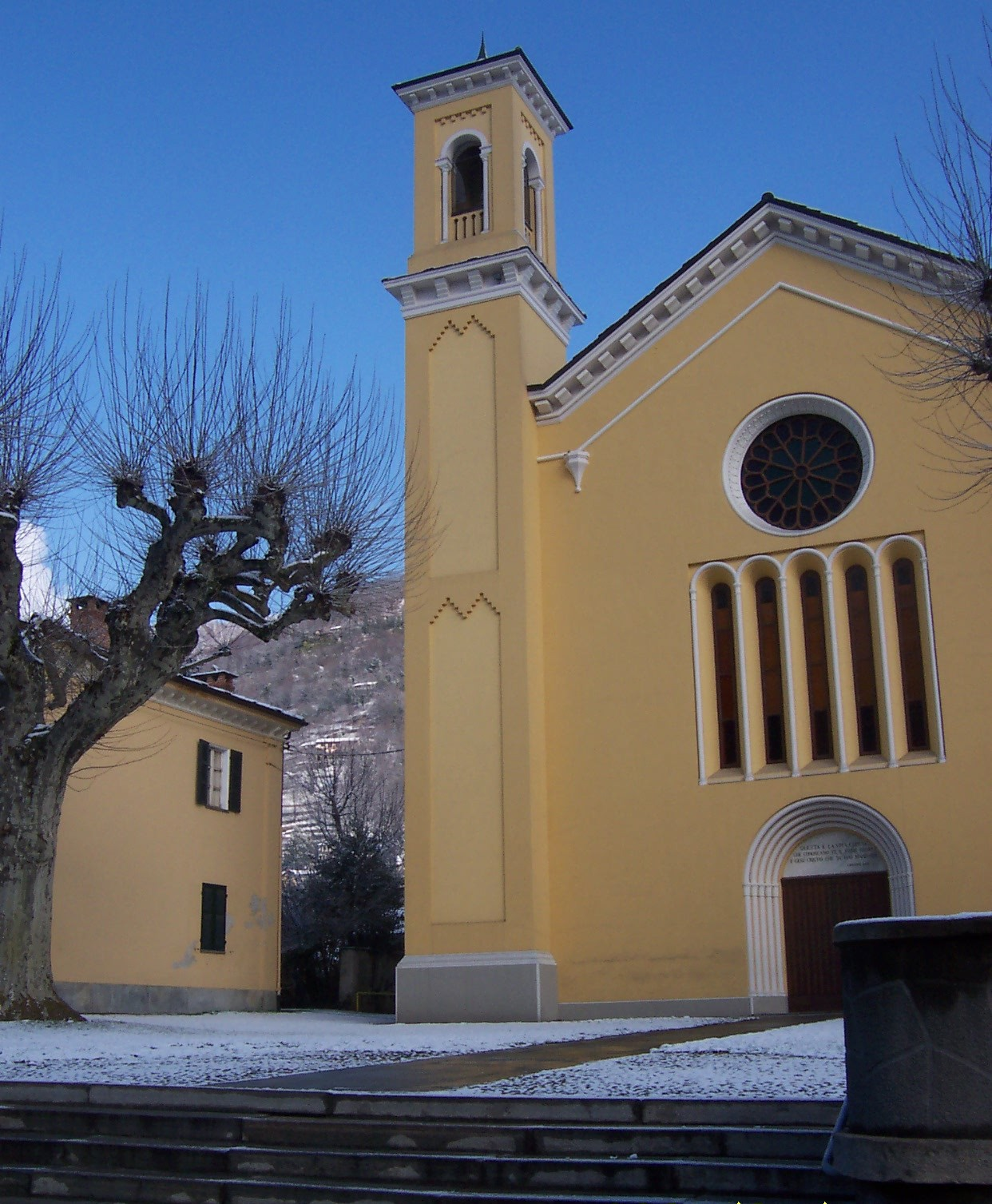
En valdenserkyrka i Torre Pellice.

Torre Pellice är en ort och kommun i storstadsregionen Turin, innan 2015 provinsen Turin, i regionen Piemonte, Italien. Kommunen hade 4 550 invånare (2017). Orten ligger på 516 meters höjd över havet. Torre Pellice gränsar till kommunerna Angrogna, Luserna San Giovanni, Rorà och Villar Pellice.
Torre Pellice ingick i de olympiska vinterspelen 2006.

## Vänorter
- Guardia Piemontese, Italien
- Valdese, North Carolina, USA